# In nomine Domini

In nomine Domini est une bulle pontificale promulguée par le pape Nicolas II en 1059. Elle restreint le scrutin de l'élection du pape aux seuls cardinaux, créant ainsi la première règle des futures élections pontificales, qui allaient lentement évoluer jusqu'au conclave.

## Contexte historique
Alors que jusque-là Otton Ier (Empereur d'Occident depuis 962) était le maître de la nomination des ecclésiastiques, la bulle pontificale In Nomine Domini vient rompre cette tradition en remettant aux cardinaux le choix du pape. Cet événement s'inscrit dans les prémices de la lutte qui opposera peu après l'Empire au Sacerdoce, pour finalement aboutir à la Bulle d'Or de Metz en 1356.